# نوک‌زورقی سینه‌زرد
نوک‌زورقی سینه‌زرد (نام علمی: Machaerirhynchus flaviventer) نام یک گونه از سرده نوک‌زورقی است.